# Acacia hereroensis
Acacia hereroensis é uma espécie de leguminosa do gênero Acacia, pertencente à família Fabaceae.